# Биномен коефициент
Биномен коефициент на естествените числа k и n е броят на всички възможни k-елементни подмножества на дадено n-елементно множество. Биномният коефициент е естествено число и се дефинира като:
за 0 ≤ k ≤ n
{\displaystyle {n \choose k}={\frac {n\cdot (n-1)\cdots (n-k+1)}{k\cdot (k-1)\cdots 1}}={\frac {n!}{k!(n-k)!}}}
и за k > n, k < 0
{\displaystyle {n \choose k}=0.}
Символът {\displaystyle {n \choose k}} се чете „n над k“.
Също така за 1 ≤ k ≤ n важи следното:
{\displaystyle {n \choose k-1}+{n \choose k}={n+1 \choose k},}
където с m! е означен факториелът на m.
Биномните коефициенти получават името си от развитието на бинома
{\displaystyle (x+y)^{n}=\sum _{k=0}^{n}{n \choose k}x^{n-k}y^{k}.}

## Формули, свързани с биномните коефициенти
Тези формули се използват често в задачи от комбинаториката и теорията на вероятностите.
{\displaystyle {n \choose k}={n \choose n-k}.}
Това следва директно от дефиницията. Други формули са
{\displaystyle \sum _{k=0}^{n}{n \choose k}=2^{n},}
{\displaystyle \sum _{k=1}^{n}{k}{n \choose k}={n}2^{n-1}.}
Следва формулата на Вандермонд
{\displaystyle \sum _{j}{m \choose j}{{n-m} \choose {k-j}}={n \choose k}}
Сродни са формулите
{\displaystyle \sum _{m}{m \choose j}{n-m \choose k-j}={n+1 \choose k+1},}
{\displaystyle \sum _{j=0}^{m}{m \choose j}^{2}={{2m} \choose m}.}
Като означим числата на Фибоначи с F(n + 1), получаваме формула за диагоналите на триъгълника на Паскал
{\displaystyle \sum _{k=0}^{n}{{n-k} \choose k}=\mathrm {F} (n+1).}
Това може да се докаже с индукция.

## Триъгълник на Паскал
Триъгълникът на Паскал съдържа биномните коефициенти. Носи името на Блез Паскал, който го открива през XVII век. Намерен е и в китайски писмени източници от XI век.
Всеки елемент – в n-ти ред на k-та позиция – в триъгълника притежава аритметично и комбинаторно тълкуване и в зависимост от това се означава с {\displaystyle {n \choose k}} – чете се (биномен коефициент) n над k, или {\displaystyle C_{k}^{n}} – комбинация (без повторение) на k от n елемента.
Всяко число от вътрешността на триъгълника е сума от двете числа, непосредствено разположени над него. Математически това свойство се записва по следния начин:
{\displaystyle {n \choose k}={n-1 \choose k-1}+{n-1 \choose k}}
и се нарича правило на Паскал.
Тази формула лесно се обобщава за пирамида в тримерното пространство, както и за други n-мерни обобщения на триъгълника.

## Коефициенти до десети ред
На долната фигура са показани елементите на триъгълника до n = 10:

## Обобщение за отрицателни числа
Дефиницията на биномните коефициенти може да бъде разширена за отрицателни числа по следния начин:
{\displaystyle {-n \choose r}=(-1)^{r}{n+r-1 \choose r}}
за r ≥ 0, n ≥ 0,
{\displaystyle {-n \choose -r}={\begin{cases}0\quad {\mbox{if}}r<n,\\{-n \choose r-n}\quad {\mbox{if }}r\geq n,\end{cases}}n>0,r>0}
и
{\displaystyle {n \choose r}=0}
ако n ≥ 0, r < 0 или r > n.

## Обобщение за реален и комплексен аргумент
Биномният коефициент {\displaystyle {z \choose k}} може да бъде дефиниран за всяко комплексно число z и за всяко естествено число k по следния начин:
{\displaystyle {z \choose k}=\prod _{n=1}^{k}{z-k+n \over n}={\frac {z(z-1)(z-2)\cdots (z-k+1)}{k!}}.}
Това обобщение е известно като обобщен биномен коефициент и се използва при формулирането на биномната теорема.